# 黒蘭の女

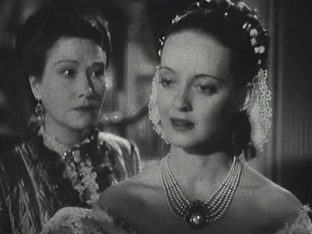
フェイ・ベインターとベティ・デイヴィス

『黒蘭の女』（こくらんのおんな、原題・英語: Jezebel）は1938年制作のアメリカ映画。原作はオーウェン・デイヴィス・Srの1933年の戯曲『Jezebel』。主演のベティ・デイヴィスがアカデミー主演女優賞を、助演のフェイ・ベインターが助演女優賞を受賞している。2009年にアメリカ国立フィルム登録簿に登録された。また、本作の脚本を手掛けたジョン・ヒューストンがノンクレジットで第2班監督も兼任している。
南北戦争の直前1850年代にアメリカ南部で暮らすジェゼベル・ジュリーの情熱的な恋を描く。

## ストーリー
ニューオーリンズに暮らすジュリーは気の強いわがまま娘。銀行家のブレストンと婚約することになり、舞踏会で発表されるその夜、未婚女性は白いドレスを着るべき場面であったが、ジュリーは真っ赤なドレスを着ていこうとする。

## キャスト
|  | ジュリー・マースデン（ベティ・デイヴィス） |  | プレストン・ディラード（ヘンリー・フォンダ） |
|  | バック・キャントレル（ジョージ・ブレント） |  | リヴィングストン（ドナルド・クリスプ）       |
|  | ベル・マッセイ（フェイ・ベインター）       |  |                                              |

## 受賞・ノミネート
| 映画祭・賞   | 部門       | 候補                 | 結果       |
| ------------ | ---------- | -------------------- | ---------- |
| アカデミー賞 | 作品賞     |                      | ノミネート |
| アカデミー賞 | 主演女優賞 | ベティ・デイヴィス   | 受賞       |
| アカデミー賞 | 助演女優賞 | フェイ・ベインター   | 受賞       |
| アカデミー賞 | 音楽賞     | マックス・スタイナー | ノミネート |
| アカデミー賞 | 撮影賞     | アーネスト・ホーラー | ノミネート |

## エピソード
ベティ・デイヴィスへの本作出演のオファーは『風と共に去りぬ』（1939年）のスカーレット・オハラ役獲得の機会を逃したことへの埋め合わせであると言われている。また本作は「風と共に去りぬのモノクロ版」とも呼ばれている。
主人公の真っ赤なドレスは、実際の撮影では黒いドレスが使われた。